# Lockheed Corporation
Lockheed Corporation je američka aeronautička tvrtka. Osnovana je 1926.g. te je godina 1995. spojena s tvrtkom "Martin Marietta" u Lockheed Martin.

## Povijest

### Početci
Allan Loughead i njegov brat Malcolm Loughead upravljali su tvrtkom Loughead Aircraft Manufacturing Company koja je poslovala od 1912. do 1920. Tvrtka je proizvodila i upravljala zrakoplovima za turističko razgledavanje Kalifornije. Razvila je prototip zrakoplova za civilno tržište. Međutim godine 1920. nakon što su tržište preplavili zrakoplovi iz prvog svjetskog rata tvrtka je zatvorena. Allan se je bavio prodajom nekretnina dok je Malcolm osnovao uspješnu tvrtku koja je izrađivala kočione sustave za automobile.
Godine 1926., Allan Lockheed, John Northrop, Kenneth Kay i Fred Keeler osigurali su sredstva za osnivanje tvrtke Lockheed Aircraft Company smještene u Hollywoodu (promijenjen je naziv kako bi se fonetski točno izgovaralo ime tvrtke). Nova tvrtka je koristila istu tehnologiju sa zrakoplova Model S-1 u dizajnu modela zrakoplova Vega. U ožujku 1928. tvrtke je preselila u Burbank u Kaliforniji. Te godine je prodaja premašila milijun dolara. Od 1926. do 1928. tvrtka je proizvela preko 80 zrakoplova, zapošljavala 300 radnika koji su do travnja 1929. proizvodili 5 zrakoplova tjedno. U srpnju 1929., glavni dioničar, Fred Keeler prodao je 87% tvrtke "Lockheed Aircraft Company" tvrtki "Detroit Aircraft Corporation". U kolovozu 1929. Allan Loughead je dao ostavku. Velika depresija uništila je tržište zrakoplova i "Detroit Aircraft Corporation" je bankrotirala.
Godine 1932. skupina investitora predvođena braćom Robertom i Courtlandom Grossom i Walterom Varneyom kupila je tvrtku. Godine 1934., Robert E. Gross imenovan je predsjednikom nove tvrtke "Lockheed Aircraft Corporation" čije je sjedište bilo na mjestu današnje zračne luke u Burbanku. Brat Courtlandt S. Gross bio je koosnivač, te je nakon Robertove smrti 1961., naslijedio njegovo mjesto. Tvrtke je nazvana Lockheed Corporation 1977.
Prvi uspješni model tvrtke koji je prodavan na tržištu bio je zrakoplov Vega proizveden 1927. Koristili su ga brojni avijatičari u postavljanju i rušenju tadašnjih rekorda u zrakoplovstvu. Među poznatijima su Amelia Earhart, Wiley Post i George Hubert Wilkins. Zrakoplov Model 10 Electra proizveden je 1936. Taj model koristili su 1937. Amelia Earhart i njen navigator Fred Noonan, u pokušaju da oblete svijet. Sljedili su zrakoplova Model 12 Electra Junior i Lockheed Model 14 Super Electra.

### Drugi svjetski rat
Model 14 korišten je kao osnove za nastanak bombardera Hudson kojeg su koristile američke zračne snage i britansko zrakoplovstvo prije i tijekom drugog svjetskog rata. Po licenci je prije početka rata u Japanu proizvedeno i 100 modela za japansku carsku vojsku.
Na početku drugog svjetsko rata pod vodstvom Clarencea (Kelly) Johnsona, jednog od najboljih američkih dizajnera zrakoplova, nastao je P-38 Lightning. Jedini zrakoplov koji se proizvodio od početka pa do kraja rata. Ovaj lovac korišten brojnim ulogama. Ovaj model srušio je najviše japanskih zrakoplova u ratu, a poznat je po tome što je srušio zrakoplov japanskog admirala Isorokua Yamamota.
Tvrtka Lockheed bila je deseta po vrijednosti proizvodnih ugovora tijekom rata. Ukupno je prizveza 19278 zrakoplova, što je 6% ratne proizvodnje. Pod licencom proizvodila je B-17 (2750 zrakoplova), te vlastite modele Lockheed Ventura (2600 zrakoplova), Lockheed Hudson (2900 zrakoplova) i P-38 (9000 zrakoplova).
Tijekom drugog svjetskog rata u suradnji s tvrtkom TWA ("Trans-World Airlines") razvili su model L-049 Constellation, putnički zrakoplov koji je mogao prevesti 43 putnika iz New Yorka u London brzinom 480 km/h za 13h. Performanse Constellation su postavile novi standard u civilnom zrakoplovstvu.

### Skunk Works
Godine 1943. Lockheed je u tajnosti počeo razvijati zrakoplov na mlazni pogon. Model Lockheed P-80 Shooting Star bio je prvi lovac na mlazni pogon koji se koristio u američkim zračnim snagama. Bio je to prvi tajni projekt koji je razvio dio tvrtke "Advanced Development Division", češće nazivan "Skunk Works" (prema stripu). Kasnije su iz te radionice nastali poznati modeli U-2 (1950-te), SR-71 Blackbird (1962) i F-117 Nighthawk (1978).

### Projekti tijekom hladnog rata
Godine 1954. je poletio prvi Lockheed C-130 Hercules. Zatim je 1956. tvrtka dobila ugovor za razvoj balistički projektila Polaris (UGM-27 Polaris). F-104 Starfighter je prvi lovački zrakpolov koji se postizao brzine od 2 Macha. Tijekom 1960ih započeo je razvoj modela C-5 Galaxy (vojni transporni zrakoplov) i modela Lockheed L-1011 TriStar (putnički zrakoplov). Tvrtka je razvijala i borbeni helikopter AH-56 Cheyenne.
Godina 1971. tvrtka koja je bila najveći dobavljač američke vojske upala je u dugove, te zatražila pozajmicu od američke vlade, koju je dobila. Novac je vratila 1977.